# Меоре-Чога
Меоре-Чога (груз. მეორე ჭოღა) — село в Грузии, на территории Чхороцкуского муниципалитета края (мхаре) Самегрело-Верхняя Сванетия.

## География
Село находится в западной части Грузии, на правом берегу реки Чога (левый приток Очхомури), на расстоянии приблизительно 4 километров (по прямой) к северо-востоку от города Чхороцку, административного центра муниципалитета. Абсолютная высота — 210 метров над уровнем моря.

## Население
По результатам официальной переписи населения 2014 года в Меоре-Чоге проживал 661 человек (343 мужчины и 318 женщин). В национальной структуре населения грузины составляли 100 %.
| Год  | Население, человек |
| ---- | ------------------ |
| 2002 | 785                |
| 2014 | ↘ 661              |